# 腓特烈西亚
腓特烈西亚（丹麥語：Fredericia，發音：[fʁeðɐˈʁetɕæ, fʁæðɐˈʁætɕæ]），又译为弗雷德里西亞，丹麥日德蘭半島上的城镇，腓特烈西亞市鎮的行政中心。